# Kościół w Sławkowie
Kościół w Sławkowie este o arie protejată (sit de importanță comunitară — SCI) din Polonia întinsă pe o suprafață de 1,45 ha, integral pe uscat.

## Localizare
Centrul sitului Kościół w Sławkowie este situat la coordonatele 50°17′56″N 19°23′32″E / 50.2989°N 19.3922°E.

## Înființare
Situl Kościół w Sławkowie a fost declarat sit de importanță comunitară în ianuarie 2022 pentru a proteja 2 specii de animale.

## Biodiversitate
Situată în ecoregiunea continentală, aria protejată nu include niciun habitat protejat.
La baza desemnării sitului se află mai multe specii protejate de  mamifere (2): liliac cărămiziu (Myotis emarginatus), liliac comun (Myotis myotis).